# اعتلال عضلي أيضي
الاعتلال العضلي الأيضي أو الاعتلال العضلي الاستقلابي (بالإنجليزية: Metabolic myopathy)‏ هو اعتلال عضلي ينتج عن خلل في الأيض الكيميائي الحيوي الذي يؤثر بشكل أولي على العضلات ومنها:
- داء اختزان الغلايكوجين
- داء اختزان الدهون
- داء اختزان الفوسفات الكرياتيني